# Poiares e Canelas
Poiares e Canelas (oficialmente: União das Freguesias de Poiares e Canelas) é uma freguesia portuguesa do município de Peso da Régua, com 27,46 km² de área e 1192 habitantes (censo de 2021). A sua densidade populacional é 43,4 hab./km².

## História
Foi criada aquando da reorganização administrativa de 2012/2013, resultando da agregação das antigas freguesias de Poiares e Canelas:

## Demografia
A população registada nos censos foi:
| Distribuição da População por Grupos Etários | Distribuição da População por Grupos Etários | Distribuição da População por Grupos Etários | Distribuição da População por Grupos Etários | Distribuição da População por Grupos Etários | Distribuição da População por Grupos Etários |
| -------------------------------------------- | -------------------------------------------- | -------------------------------------------- | -------------------------------------------- | -------------------------------------------- | -------------------------------------------- |
| Antes da agregação                           |                                              |                                              |                                              |                                              |                                              |
| Ano                                          | 0-14 anos                                    | 15-24 anos                                   | 25-64 anos                                   | >= 65 anos                                   | Total                                        |
| 2001                                         | 298                                          | 331                                          | 908                                          | 323                                          | 1860                                         |
| 2011                                         | 209                                          | 151                                          | 751                                          | 355                                          | 1466                                         |
| Após a agregação                             |                                              |                                              |                                              |                                              |                                              |
| Ano                                          | 0-14 anos                                    | 15-24 anos                                   | 25-64 anos                                   | >= 65 anos                                   | Total                                        |
| 2021                                         | 100                                          | 117                                          | 578                                          | 397                                          | 1192                                         |